# Prangos gyrocarpa
Prangos gyrocarpa är en flockblommig växtart som beskrevs av Kuzmina. Prangos gyrocarpa ingår i släktet Prangos och familjen flockblommiga växter. Inga underarter finns listade i Catalogue of Life.